# Philip Henry Kuenen
Philip Henry Kuenen (Dundee, 22 de julho de 1902 — Leiden, 17 de dezembro de 1976) foi um geólogo neerlandês.
Ficou conhecido pelo seu trabalho sobre geologia marinha e publicou um livro sobre o assunto.
Foi laureado com a Medalha Penrose de 1961 pela Sociedade Geológica da América, com a Medalha Gustav Steinmann de 1966 pela Sociedade Geológica Alemã e com a Medalha Wollaston de 1970 pela Sociedade Geológica de Londres.

## Obras
- "Marine geology", 1950